# Benafarces
Benafarces település Spanyolországban, Valladolid tartományban. Benafarces Villalonso, Pinilla de Toro, Tiedra, Villalbarba és Casasola de Arión községekkel határos. Lakosainak száma 70 fő (2024).

## Népesség
A település lakosságának változását az alábbi diagram mutatja:
| Lakosok száma | 113  | 114  | 93   | 96   | 96   | 86   | 71   | 72   | 68   | 70   |
|               | 2001 | 2004 | 2007 | 2009 | 2012 | 2014 | 2017 | 2019 | 2022 | 2024 |